# Dracophilus
Dracophilus là chi thực vật có hoa trong họ Aizoaceae.